# ری کلارک
ری کلارک (هلندی: Ray Clarke؛ زادهٔ ۲۵ سپتامبر ۱۹۵۲) یک بازیکن فوتبال اهل بریتانیا است.